# Christine Wachtel
Christine Wachtel (Altentreptow, 6 de janeiro de 1965), é uma antiga atleta da Alemanha Oriental que ganhou a medalha de prata nos Jogos Olímpicos de Seul na corrida de 800 metros.

## Biografia
A carreira de Wachtel ficou marcada pelas medalhas de prata que arrebatou, quase sempre atrás da sua compatriota Sigrun Wodars. Logo na primeira grande competição internacional em que participou - os Campeonatos Europeus de Pista Coberta (em Schwechat, Áustria, 1983) - não foi além da segunda posição, com 2min00s42, atrás de sua compatriota.
Em 1986, foi oitava classificada na final de 800 metros dos Campeonatos da Europa celebrados em Estugarda. No ano seguinte, obteve a medalha da prata na mesma prova dos Campeonatos do Mundo de Roma, atrás de Sigrun Wodars. Nesta corrida alcançou o seu recorde pessoal, com 1.55,62 m, tempo que ainda constitui uma das melhores marcas mundiais de todos os tempos, enquanto que Wodars obteve a marca que ainda hoje é o recorde alemão (1.55,26 m).
Veio a repetir o segundo lugar nos Jogos de Seul em 1988, com 1.56,64 m, de novo atrás da sua colega Wodars. Fê-lo de novo em Split, nos Campeonatos da Europa de 1990, onde a história se repetiu.
A sua última aparição em grandes eventos internacionais, agora já em representação da Alemanha unificada, foi no Campeonato Mundial de Tóquio em 1991, onde contribuiu para a medalha de bronze que a equipa alemã obteve na estafeta 4 x 400 metros.

## Melhores marcas pessoais

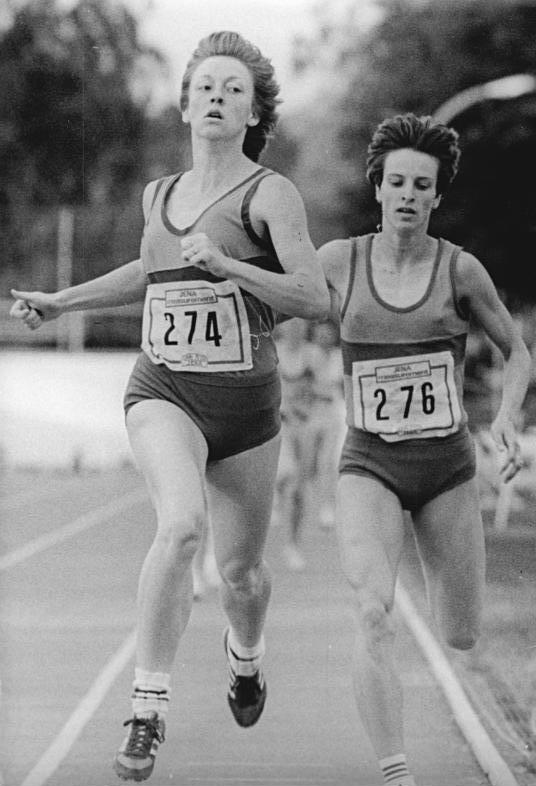
Christine Wachtel (esq.) e Sigrun Wodars em 1988

### Outdoor
| Prova       | Data                 | Local            | Marca     |
| ----------- | -------------------- | ---------------- | --------- |
| 400 metros  | 4 de julho de 1994   | Linz, Áustria    | 54,36 s   |
| 800 metros  | 31 de agosto de 1987 | Roma, Itália     | 1.55,62 m |
| 1000 metros | 17 de agosto de 1990 | Berlim, Alemanha | 2.30,67 m |

### Indoor
| Prova      | Data                    | Local          | Marca     |
| ---------- | ----------------------- | -------------- | --------- |
| 800 metros | 13 de fevereiro de 1988 | Viena, Áustria | 1.56,40 m |